# Cedevita
Cedevita d.o.o. — хорватська компанія, яка займається виробництвом чаю, безалкогольних та розчинних напоїв і дієтичної продукції. Основним власником компанії була фармацевтична компанія Pliva, поки 2001 року Cedevita не стала частиною холдингу Atlantic Grupa.

## Історія
Своє виробництво компанія розпочала в кінці 1920-х років у Загребі, де досі залишається її головна фабрика. Сама ж фабрика побудована 1929 року як частина швейцарської компанії Wander AG для виробництва дієтичної продукції. 
1947 року було побудовано другу фабрику у місті Трогір, де розпочалось виробництво чаю.
1969 в компанії створили розчинний вітамінний напій зі смаком апельсина, виробництво якого почалось 1970 року. 1985 року було випущено лимонний смак, а 1990 — грейпфрутовий. 1999 року Cedevita запустила у виробництво ще два нових смаки — ягідний та яблучний. Згодом з'явились тропічний та мандариновий смаки. 1985 року також було запропоновано напій без цукру. Для дітей компанія створила напій Cedevita Junior з більшим вмістом вітамінів та мінералів.
Відповідно до даних, опублікованих Atlantic Grupa, Cedevita є найпродаванішим брендом холдингу.

## Спонсорство
Компанія є головним спонсором однойменного баскетбольного клубу з Загреба.